# ストッピー (愛媛県)
ストッピーは愛媛県の地球温暖化防止キャラクターである。

## プロフィール
愛媛県出身で「地球温暖化防止の普及啓発」が仕事の女の子である。また、将来の夢は「地球温暖化問題の解決」である。
頭部は愛媛県特産のみかん、身体は地球をモチーフにしており、手に持つ団扇には「STOP 温暖化」と記されている。